# سيدات بوجاك
سيدات بوجاك (بالتركية: Sedat Bucak) هو سياسي من زازا، وزعيم قبيلة بوجاك في سيفريك، محافظة شانلي أورفه، جنوب شرق تركيا. انتُخب في التسعينيات 3 مرات عضوًا في الجمعية الوطنية الكبرى (البرلمان التركي).

## حياته
ولد سيدات بوجاك في سيفريك في 31 أكتوبر 1960، ووالده إسماعيل حقي. تم انتخابه عضوًا في الجمعية الوطنية الكبرى لتركيا في عام 1991، ممثلاً محافظة شانلي أورفه عن حزب الطريق القويم.
في أكتوبر) 1993، عقد سيدات اجتماعاً مع النائب في الجمعية الوطنية الكبرى عن حزب الديمقراطية، ذو التوجه الكردي، سيرت زبير أيدار والنائب شرناق سليم صادق، وأعلنوا في هذا الاجتماع أن الدولة قد فعلت كل شيء لتدمير أواصر الأخوة بين الشعبين التركي والكردستاني. وفي ديسمبر 1993 قام بتنظيم توزيع منشورات بعنوان «شباب سيفريك» في مركز مقاطعة سيفريك. في التسعينيات كان أيضًا مسؤولًا عن ما يُعرف بمنظومة حراس القرى (بالتركية: koruculuk sistemi) التابعة لقبيلة بوجاك والتي كانت تتكون في ذلك الوقت من حوالي 10.000 رجل وزاد عددهم فيما بعد، وكانت المنظومة معنية بتسليح وتدريب ودفع وحدات شبه عسكرية كردية في شرق وجنوب شرق تركيا للقتال ضد حزب العمال الكردستاني. يتلقى حراس القرى رواتب حكومية، كما يحصلون على فرصة استخدام الخدمات الحكومية مثل الرعاية الصحية، أسوة بموظفي الخدمة المدنية.
أعيد انتخابه في 1995. وفي 3 نوفمبر 1996 أصيب في حادث بسيارته في سوسورلوك عندما اصطدمت بحافلة، وكان هو الناجي الوحيد من الحادث، الذي أدى إلى ما عُرف بفضيحة سوسورلوك والتي كشفت صلات بين الشرطة والسياسيين والمافيا التركية وتنظيم الذئاب الرمادية. كان ضحايا الحادث ثلاثة أشخاص، وهم مهرب المخدرات عبد الله جاتلي وصديقته غونشا يو، ومدير أكاديمية الشرطة في اسطنبول حسين كوجاداغي. ونتيجة لذلك استقال وزير الداخلية محمد اغار الذي كان يعد من المقربين لرئيسة الوزراء تانسو تشيلار بعد الحادثة، وفقد بوجاك حصانته البرلمانية وأحيلت القضية للمحكمة. في تلك الأثناء أعيد انتخابه في الجمعية الوطنية عام 1999، وبالتالي أعيدت له حصانته البرلمانية مما أدى إلى تعليق المحاكمة المتعلقة بفضيحة سوسورلوك.
فشل بوجاك في الفوز بمقعد في الانتخابات العامة لعام 2002، ورفعت قضية ضده مجددًا فيما يتعلق بعصابة سوسورلوك في ديسمبر 2002. في عام 2004، أُدين بالتورط في عصابة سوسورلوك الإجرامية، وألغت المحكمة حكمًا سابقاً بالبراءة، وسجن إثر الفضيحة لمدة عام واحد.